# فيكتور بارتلي
فيكتور بارتلي هو لاعب هوكي جليد كندي، ولد في 17 فبراير 1988 في أوتاوا في كندا.

## وصلات خارجية
- فيكتور بارتلي على موقع دوري الهوكي الوطني (الإنجليزية)
- فيكتور بارتلي على موقع EliteProspects.com (الإنجليزية)
- فيكتور بارتلي على موقع HockeyDB.com (الإنجليزية)
- فيكتور بارتلي على موقع Hockey-Reference.com (الإنجليزية)